# Štěpování

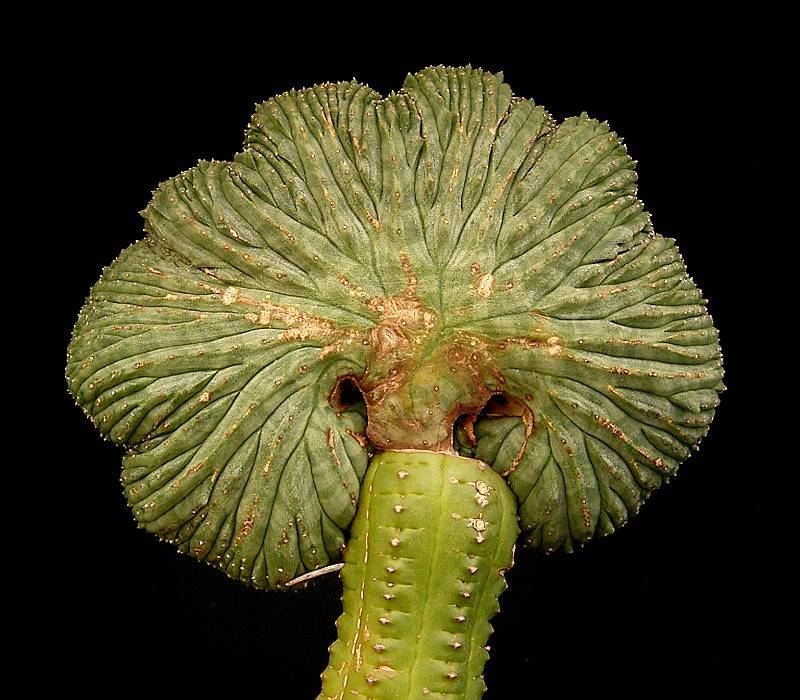
Štěpování lze použít i k úpravě kaktusů.

Štěpování je záměrné vegetativní rozmnožování kulturních rostlin na vhodných podložkách. Dělí se na očkování, kdy se vsazuje pupen, a roubování, při němž se používá jiných částí rostlin.